# Royal Hunt
A Royal Hunt dán progresszív/neoklasszikus/power metal/hard rock együttes. 1989-ben alakultak Koppenhágában Andre Anderson billentyűs alapításával. Nevüket egy múzeumi festményről kapták, amelyet Andre Anderson látott.

## Története
Pályafutásuk alatt 14 nagylemezt adtak ki. A kilencvenes években sikereket értek el, az amerikai D.C. Cooper énekessel készült albumaikkal, főleg Japánban arattak nagy sikereket.  Sűrűek voltak a tagcserék a zenekarban. D.C. Cooper 1994-től 1999-ig, majd 2011-től újra a Royal Hunt-ban énekel. Zenéjükre a dallam és a szimfónia jellemző. Szövegeik témái a sci-fi, az emberi problémák és a vallás. Magyarországon először 2008-ban koncerteztek,akkor az akkori Mark Boals énekessel, aki két albumon énekel. DC Cooper 2011-ben tért vissza a zenekarba ,és vele együtt a zenekar 2012-ben Magyarországra. Ezt követően 2014-ben koncerteztek itthon, az A38 Hajón, a Cloudscape együttessel együtt,  2016-ban is felléptek hazánkban, 2018-ban pedig negyedik alkalommal is megjárták Magyarországot.

## Tagok
- André Andersen - billentyűk, ritmusgitár (1989-)
- D.C. Cooper - ének (1994-1999, 2011-)
- Andreas Passmark - basszusgitár (2009-)
- Jonas Larsen - gitár (2011-)
- Andreas Johansson - dob (2015-)

## Korábbi tagok
- Henrik Brockmann - ének (1989-1994)
- Mark Boals - ének (2007-2011)
- John West - ének (1999-2007)
- Kenneth Olsen - dob (1989-1996, 2004-2007)
- Jacob Kjaer - gitár (1992-2003)
- Marcus Jidell - gitár, cselló (2004-2011)[7]
- Steen Mogensen - basszusgitár (1989-2003)
- Per Schelander - basszusgitár (2005-2009)
- Allan Tschikaja - dob (ideiglenesen) (2002-2004)
- Allan Sørensen - dob (1996-2002, 2007-2015)

## Diszkográfia
- Land of Broken Hearts (1992)
- Clown in the Mirror (1993)
- Moving Target (1995)
- Paradox (1997)
- Fear (1999)
- The Mission (2001)
- Eyewitness (2003)
- Paper Blood (2005)
- Collision Course...Paradox 2 (2008)
- X (2010)
- Show Me How to Live (2011)
- A Life to Die For (2013)
- Devil's Dozen (2015)
- Cast in Stone (2018)

## Egyéb kiadványok
Koncertalbumok
- 1996 (1996)
- Closing the Chapter (1998)
- Double Live in Japan (1999)
- 2006 Live (2006)
- Cargo (2016)
- 2016 Live (2017)

EP-k/kislemezek
- The Maxi EP (1993)
- Far Away EP (1995)
- Message to God (1997)
- Intervention (2000)
- The Watchers (2001)

Válogatáslemezek
- The First 4 Chapters...and More (japán kiadás, 1998)
- The Best (japán kiadás, 1998)
- The Best Live (japán kiadás, 1998)
- On the Mission 2002 (japán kiadás, 2002)
- Heart of the City (Best of 1992-1999) (2012)
- 20th Anniversary (2012)[8]